# Membres sans droit de vote de la Chambre des représentants des États-Unis
Les membres sans droit de vote de la Chambre des représentants des États-Unis (appelés délégués, ou commissaire résident dans le cas de Porto Rico) représentent leur territoire à la Chambre des représentants sans avoir le droit de vote aux sessions principales. Ils peuvent cependant participer à certaines activités de la Chambre, présenter des projets de loi ou voter au sein de commissions,.
Ils sont en 2020 au nombre de six :
- le représentant du District de Columbia,
- le commissaire résident représentant Porto Rico,
- un délégué pour chacun des quatre autres territoires américains habités en permanence : les Samoa américaines, Guam, les îles Mariannes du Nord et les îles Vierges des États-Unis.

Tous sont élus pour deux ans — à l'instar des représentants élus — à l'exception du commissaire résident qui siège pendant quatre ans.
Le principe d'un délégué pour la Nation Cherokee a été officiellement proposé et un représentant de la Nation Choctaw est cité dans un traité sans que l'un ni l'autre ne siège effectivement. 

## Privilèges des délégués
Ces membres siègent exclusivement à la Chambre des représentants ; le Sénat n'a aucun membre sans droit de vote (à l'exception du vice-président des États-Unis, qui ne peut voter qu'en cas d'égalité) et aucun membre représentant les territoires ou le district de Columbia. Tous les délégués ont un mandat de deux ans, tandis que les commissaires résidents ont un mandat de quatre ans. Ils reçoivent une rémunération, des avantages et des privilèges d'affranchissement (la possibilité d'envoyer du courrier sans timbre) similaires aux membres de la Chambre à part entière. Depuis 1993, les règles régissant leur statut ont changé à trois reprises et les délégués actuels bénéficient de nouveaux privilèges.

## Origine

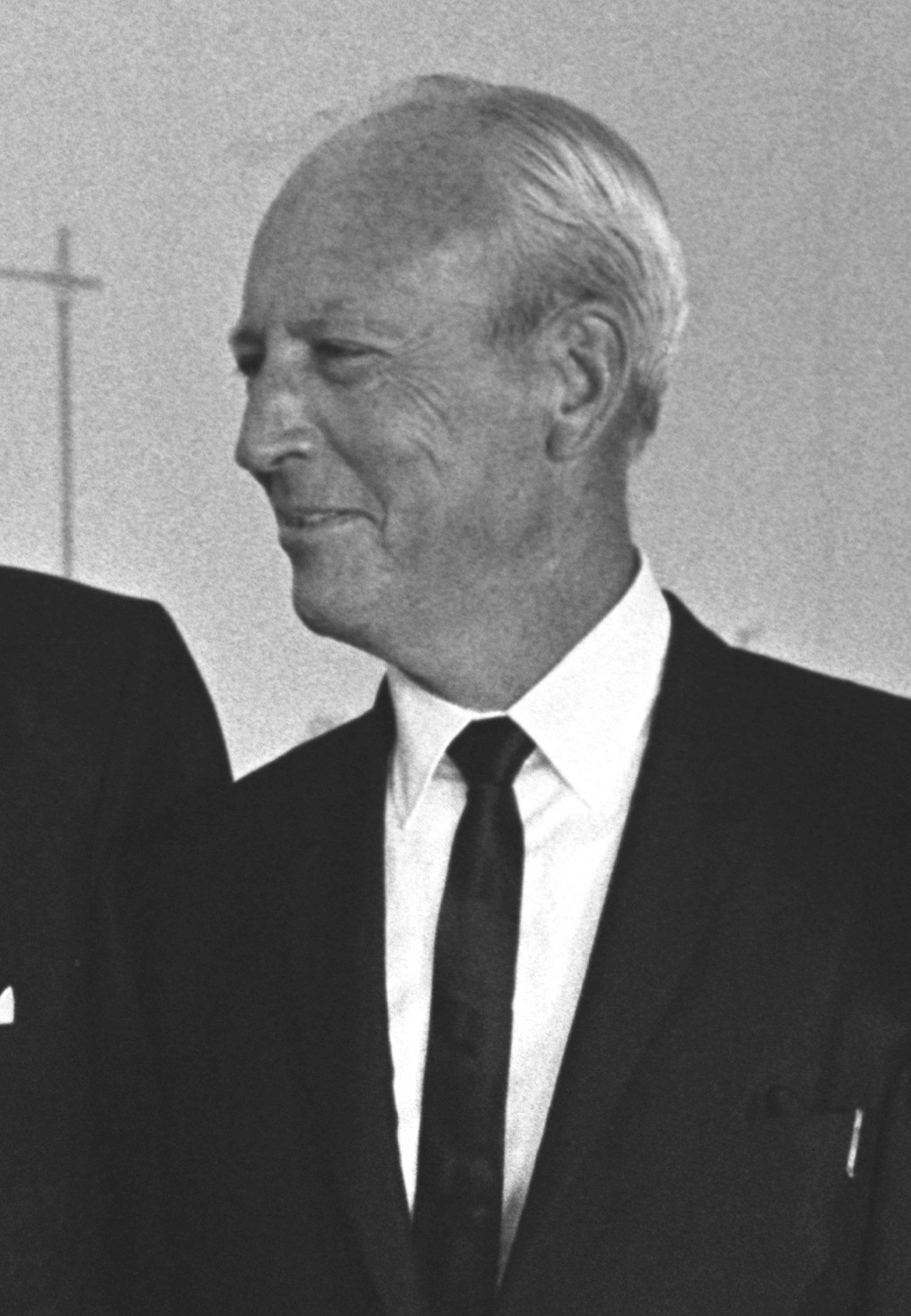
John Burns d'Hawaï, le dernier d'une série de délégués à siéger en permanence au Congrès.

Les délégués territoriaux existent avant la ratification de la constitution des États-Unis. L'ordonnance du Nord-Ouest de 1787 permet ainsi à un territoire comptant « cinq mille hommes libres majeurs » d'élire un délégué sans droit de vote au Congrès continental. Après la ratification de la Constitution, le premier congrès des États-Unis réactive l'ordonnance et l'étend aux territoires au sud de la rivière Ohio.
En 1790, l'État de Caroline du Nord qui vient de ratifier la constitution envoie sa délégation du Congrès dans la capitale fédérale d'alors, New York. Parmi eux se trouve l'ancien gouverneur de l'État de Franklin, John Sevier, dont le district comprend les « comtés au-delà des Alleghenies ». Il prend ses fonctions le 16 juin 1790, bien que le gouvernement de la Caroline du Nord a cédé son district au gouvernement fédéral le 25 février 1790, qui l'organise en territoire le 7 août 1790 : Sevier reste membre de la Chambre jusqu'au 3 mars 1791.
Le 3 septembre 1794, James White est élu par les habitants du Territoire du Sud-Ouest — qui contient l'ancien district de Sevier — pour être leur délégué au Congrès. Une résolution est présentée à la Chambre pour l'y admettre et débattre des privilèges dont White jouirait. L'ordonnance du Nord-Ouest ne précisait pas dans quelle chambre du congrès un tel délégué peut siéger : il est conclu de l'admettre à la Chambre des représentants seulement, sans droit de vote.
White n'est pas invité à prêter serment, à moins qu'il ne choisisse de le faire volontairement, ce qui constitue une exception qui ne sera pas reconduite pour les délégués ultérieurs. Il se voit accorder le privilège d'affranchissement, qui lui permet d'envoyer gratuitement son courrier officiel, et une compensation du même montant que les membres.
Dès lors et jusqu'en août 1959, aucun Congrès n'est élu sans délégué. Entre 1870 et 1891, il y en a jusqu'à dix en service simultanément.

## Commissaire résident

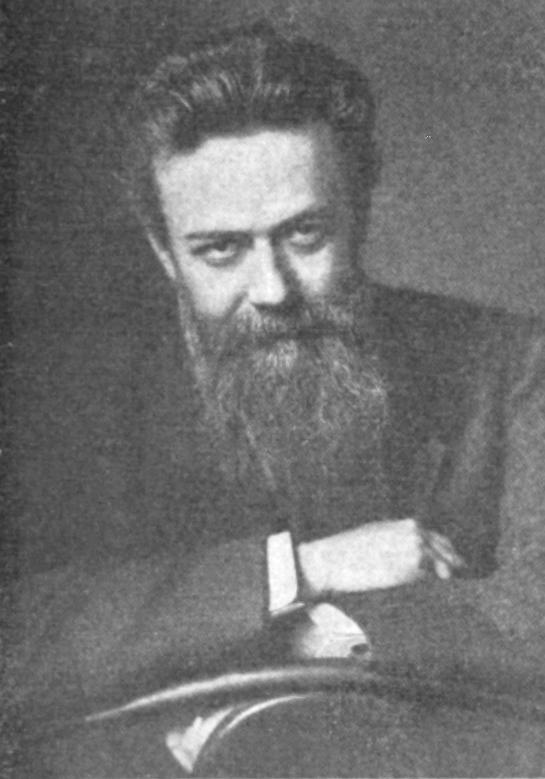
Federico Degetau y González de Porto Rico, le premier commissaire résident au Congrès des États-Unis.

Les commissaires résidents représentaient les vastes zones conquises pendant la guerre hispano-américaine, considérées pendant une grande partie du XXe siècle comme des colonies et non pas comme des territoires, à la différence de terres acquises précédemment (Alaska, Hawaï) où résidaient en permanence des citoyens américains.

### Porto Rico
Porto Rico, un Commonwealth américain, est représenté par un commissaire résident sans droit de vote depuis 1901. Le commissaire résident a un statut similaire à celui d'un délégué au sein de la Chambre, mais a un mandat de quatre ans, ce qui en fait la seule personne élue à la Chambre à siéger aussi longtemps.

### Philippines
De 1907 à 1937, les Philippines ont élu en tant que territoire américain deux commissaires résidents sans droit de vote. De 1937 à 1946, alors qu'il s'agissait d'un Commonwealth américain, l'archipel a envoyé un commissaire résident. À l'indépendance en 1946, les Philippines ont cessé d'être représentées au Congrès.

## Délégués
Au milieu des années 1960, un certain nombre de petits territoires qui n'avaient aucune chance de devenir des États ont commencé à réclamer leur représentation au Congrès. À partir de 1970, la Chambre des représentants leur accorde une représentation, mais avec des droits de vote limités.

### Samoa américaines

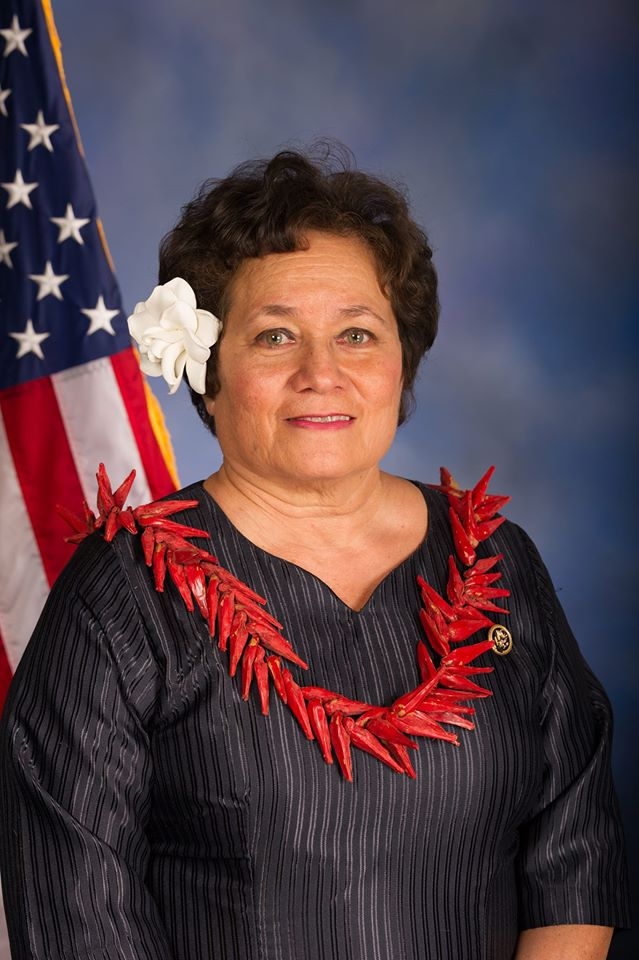
Amata C. Radewagen est la première femme déléguée des Samoa américaines.

Sur le modèle des îles Vierges américaines et de Guam, le sénat de Samoa américaines optent en 1969 pour un délégué à Washington. 
Le 3 janvier 2015, Amata Coleman Radewagen devient la première femme et la première républicaine déléguée des Samoa américaines.

### District de Columbia

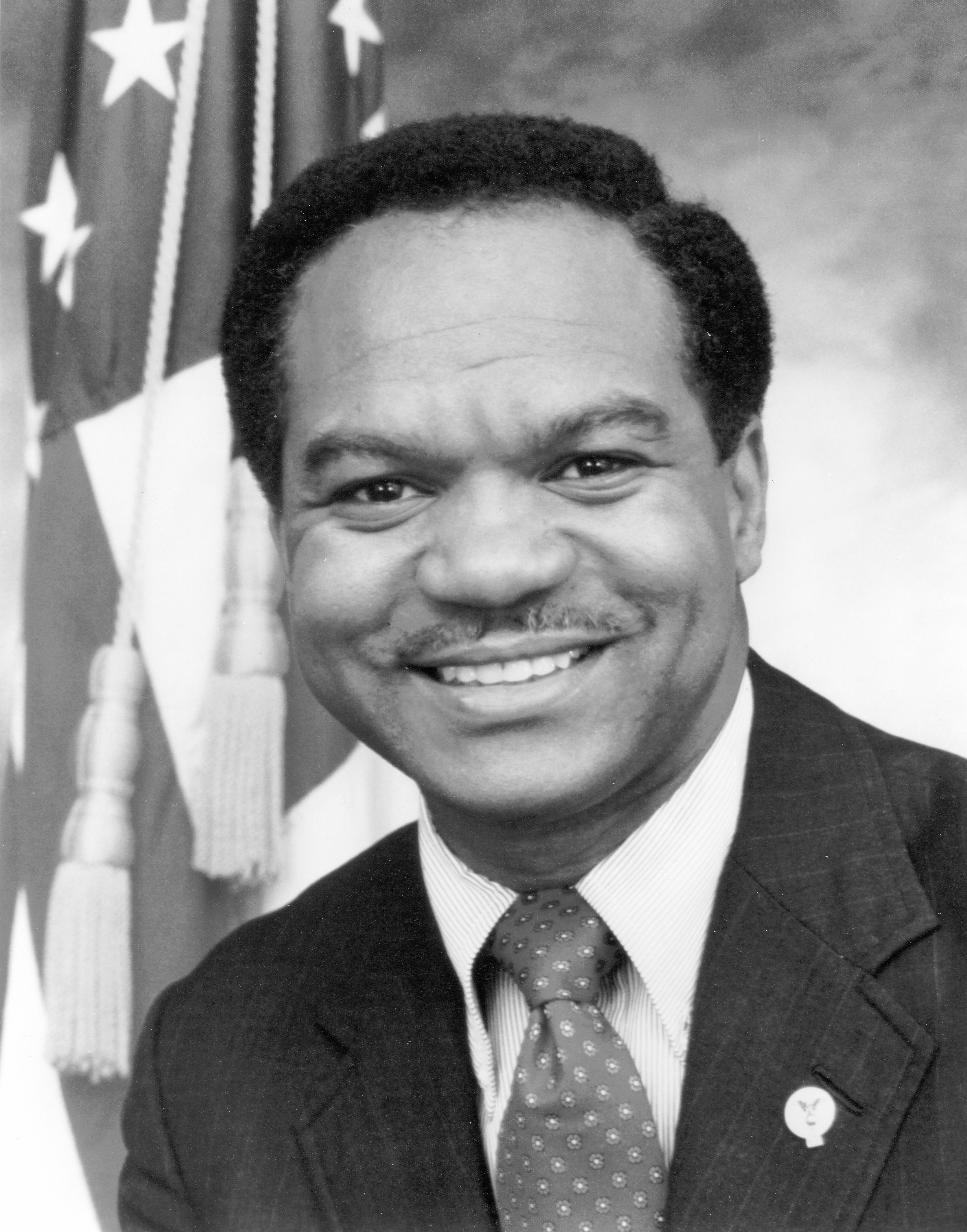
Walter E. Fauntroy, délégué du District de Columbia de 1971 à 1991.

Le district de Columbia est techniquement un district fédéral : ni un territoire, ni un Commonwealth, ni une zone insulaire. Cependant, un délégué la représente au Congrès de 1871 à 1875, puis à nouveau à partir de 1971 (Walter E. Fauntroy jusqu'en 1991, puis Eleanor Holmes Norton).

### Îles Vierges américaines
En 1972, la Chambre admet Ron de Lugo comme délégué des îles Vierges américaines, un territoire américain depuis 1917 après son achat au Danemark en vertu du traité de 1916 des Antilles danoises.

### Guam
En 1972, la Chambre admet également Antonio Borja Won Pat, délégué de Guam, territoire cédé en 1899 aux États-Unis par l'Espagne par le Traité de Paris .

### Îles Mariannes du Nord
De 1978 à 2008, les citoyens du Commonwealth des îles Mariannes du Nord (CNMI) élisent un représentant résident, communément appelé représentant de Washington.
En 2008, un décret signé par le président George W. Bush remplace le poste de représentant résident par un délégué sans droit de vote à la Chambre des représentants. L'élection du premier délégué a eu lieu en novembre 2008. Gregorio Sablan remporte l'élection et prend ses fonctions en janvier 2009.

## Délégués amérindiens

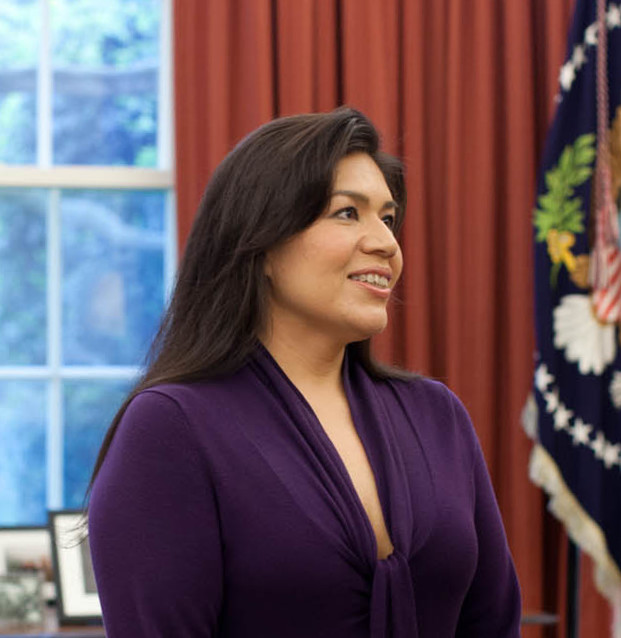
La déléguée de la Nation Cherokee au Congrès.

Les tribus amérindiennes Cherokee et Choctaw ont le droit théorique d'envoyer des délégués au Congrès, en vertu du traité de Hopewell (en) de 1785 confirmé par le traité de New Echota de 1835 pour les Cherokee, et du traité de Dancing Rabbit Creek de 1830 pour les Choctaw. Ceux-ci n'ont jamais désigné de délégué, non plus que les Cherokee avant 2019.
Le 25 août 2019, la nation Cherokee annonce officiellement son intention de nommer un délégué, Kimberly Teehee, vice-présidente des relations gouvernementales de la tribu. Selon le processus en usage pour les autres délégués sans droit de vote, la Chambre des représentants doit voter pour l'admettre formellement.
Par ailleurs le premier traité signé entre les États-Unis et une nation amérindienne, le traité de Fort Pitt (1778) avec les Delaware, encourage cette nation à former un État qui aurait une représentation au Congrès ; il n'est cependant pas acquis que ce texte autorise un délégué sans la formation d'un État américain,,.
Il reste des questions non tranchées juridiquement sur la validité de ces délégués, comme celle de savoir si seules les nations Cherokee et Choctaw de l'Oklahoma pourraient exercer ce droit, ou si d'autres tribus apparentées seraient éligibles, et celle de savoir si un élu non-votant pourrait siéger avec un représentant classique issu de la même nation.
| District                          | Titre           | Titulaire       | Parti     | Affiliation à la Chambre | Première élu                                                                                      | Carte de circonscription | Drapeau |
| --------------------------------- | --------------- | --------------- | --------- | ------------------------ | ------------------------------------------------------------------------------------------------- | ------------------------ | ------- |
| Nation Cherokee dans son ensemble | Délégué désigné | Kimberly Teehee | Démocrate | Démocrate                | 2019, nommé par le chef principal. Circonscription établie par le Traité de New Echota            |                          |         |
| Nation Choctaw dans son ensemble  | Délégué désigné | Vacant          | Vacant    | Vacant                   | Aucun encore nommé ou élu. Circonscription établie conformément au Traité de Dancing Rabbit Creek |                          |         |
| Nation Delaware dans son ensemble | Délégué désigné | Vacant          | Vacant    | Vacant                   | Aucun encore nommé ou élu. Circonscription établie par le Traité de Fort Pitt                     |                          |         |

## Évolution des droits de vote
A plusieurs reprises depuis 1993 le droit de vote dans certaines situations a été accordé ou retiré aux délégués et commissaire résident par approbation du Congrès. L'octroi d'un droit de vote est soutenu par le parti démocrate et combattu par les républicains,.
Les délégués ont toujours conservé le droit de vote dans les commissions du Congrès et dans les commissions de conférence (qui comprennent des représentants de la Chambre et du Sénat et s'efforcent de trouver des compromis et de réconcilier les conflits entre les projets de loi de la Chambre et du Sénat).

## Membres non votants actuels
Au 116e congrès des États-Unis, les six délégués sans droit de vote se composent de trois démocrates, deux républicains et un indépendant. L'indépendant, Gregorio Sablan, siège en caucus avec le Parti démocrate. Jenniffer González, de Porto Rico, membre du Nouveau Parti progressiste de Porto Rico, est affiliée au Parti républicain.
| District                 | Titre                | Titulaire               | Parti                      | Affiliation à la Chambre | Premier élu | Carte de circonscription | Drapeau |
| ------------------------ | -------------------- | ----------------------- | -------------------------- | ------------------------ | ----------- | ------------------------ | ------- |
| Samoa américaines        | Délégué              | Amata Coleman Radewagen | Républicain                | Républicain              | 2014        |                          |         |
| District de Columbia     | Délégué              | Eleanor Holmes Norton   | Démocrate                  | Démocrate                | 1990        |                          |         |
| Guam                     | Délégué              | Michael San Nicolas     | Démocrate                  | Démocrate                | 2018        |                          |         |
| Îles Mariannes du Nord   | Délégué              | Gregorio Sablan         | Sans étiquette             | Démocrate                | 2008        |                          |         |
| Porto Rico               | Commissaire résident | Jenniffer González      | Nouveau Parti progressiste | Républicain              | 2016        |                          |         |
| Îles Vierges américaines | Délégué              | Stacey Plaskett         | Démocrate                  | Démocrate                | 2014        |                          |         |